# 農業総合研究所 (企業)
株式会社農業総合研究所（英: Nousouken Corporation）は、和歌山県和歌山市に本社を置く企業。生産者と提携し“顔が見える新鮮な農産物”を都市部スーパーマーケットでダイレクトに販売できるプラットフォーム「農家の直売所」を提供している。
学生時代から日本の農業に危機感を募らせていた及川智正が2007年に設立。2016年6月16日に農業ベンチャー初の東証マザーズ上場。

## 概要

### 農家の直売所事業
主な事業は「農家の直売所事業」になる。全国の生産者及び農産物直売所と提携し、農業総合研究所が運営する集荷施設で集荷した新鮮な農産物を、都市部のスーパーマーケットを中心とした直売所で販売するプラットフォームを提供している。生産者が農産物を規格にとらわれず自由に生産し、自ら販売価格や販売先を決めて出荷することで、所得拡大や農産物を“顔の見える”形で生活者に届ける流通を実現している。また、流通にかかる日数が市場流通よりも短いため、新鮮な野菜を生活者へ届けることが可能である。

### 産直卸事業
産直卸事業は、農産物を登録生産者等から買い取り、スーパー等へ販売する卸売事業になる。産直卸事業は実際に農家に足を運び、 農産物の安全性や品質に関するブランドマーク「100％農直」を付けるなど“小売店舗で生産者の顔が見える”販売支援を行うものである。2020年10月から本格的に開始した。

## 沿革
- 2007年10月 - 株式会社農業総合研究所設立
- 2008年5月 - 和歌山県紀の川市に初の集荷場「紀の川集荷場」開設
- 2011年6月 - 本社を和歌山県和歌山市黒田に移転
- 2012年7月 - 東京都品川区に「東京営業所」開設
- 2016年
  - 6月 - 東京証券取引所マザーズに株式を上場
  - 7月 - 大阪府摂津市に「摂津センター」開設
  - 8月 - 大阪府大阪市淀川区に「大阪営業所」開設。株式会社世界市場を子会社化（2019年4月に関連会社化）
- 2017年9月 - 東京営業所を東京都品川区大井に移転
- 2018年
  - 5月 - 東京都大田区に「大田センター」開設
  - 10月 - 愛知県名古屋市中村区に「名古屋営業所」開設
- 2019年3月 - 愛知県西春日井郡豊山町に「名古屋センター」開設
- 2020年8月 - 流通総額100億円達成（2020年8月期）

## 関連記事
- 『週刊エコノミスト』＜コロナで産直ビジネスに脚光-変わる生鮮品の流通・消費＞[7]
- 『日経産業新聞』＜農総研、JR東と連携 通販開始し鉄道輸送も視野に＞[8]
- 『日本経済新聞』＜JR東、農業総合研究所と資本業務提携＞[9]
- 『日本経済新聞』＜富山中央青果、農業総研などと連携　青果物の販路開拓＞[10]
- 『日本経済新聞』＜生鮮品の産直、農総研が1500店で「市場外取引」拡大」＞[11]
- 『北陸中日新聞』＜富山県の青果 ブランドに 産出額 最下位脱出へ協定＞ [12]
- 『日経CNBC』＜トップに聞く＞5月28日[13]
- 『西日本新聞』＜脱『市場経由』も野菜とコメの流通改革がもたらすものは＞[14]
- 『Signifiant Style』農家から八百屋への転身を経て、農業スタートアップを創業 Vol.1[15]